# Милков, Антонин Аристархович
Антони́н Ариста́рхович Милко́в (27 июля 1868, Ярославль — ?) — российский архитектор, работавший в Москве в стиле модерн.

## Биография
Родился в 1868 году в Ярославле. В 1889 году поступил в Московское училище живописи, ваяния и зодчества, которое окончил в 1902 году с Малой серебряной медалью и получил звание неклассного художника архитектуры. В 1899 году работал помощником участкового архитектора. В 1902—1905 годах имел частную архитектурную практику в Москве. Судьба зодчего после 1907 года неизвестна.
Брат архитектора Г. А. Милкова.

## Постройки в Москве
- Торговый дом «Волк и К» (1901, Садовническая набережная, 75) — снесён
- Доходный дом (1901, Пречистенский переулок, 18)
- Фабричный корпус (1903, Садовническая набережная, 71)[2]
- Доходный дом И. Д. Пигита (1908, Большая Садовая улица, 18, совместно с Э. С. Юдицким). В настоящее время здесь располагается Государственный музей им. М. А. Булгакова в Москве; Культурно-просветительский центр «Булгаковский дом»; Фонд им. М. А. Булгакова. В этом доме в «нехорошей квартире» № 50 происходило действие романа М. А. Булгакова «Мастер и Маргарита»